# 小笠原資料館
小笠原資料館（おがさわらしりょうかん）は、長野県飯田市伊豆木にある小笠原書院に附属する資料館である。「飯田市旧小笠原家書院・小笠原資料館条例」に基づき設置され、現在は三穂まちづくり委員会が指定管理で施設を運営している。

## 建設の経緯
旧小笠原家書院は1952年（昭和27年）に国の重要文化財に指定された建築物である。書院内には武具や什器等が保管されており、これらの品々を展示する資料館の建築が地元住民の要望としてあった。
資料館建設の機運は1987年（昭和62年）に高まり、地元自治会からの早期建設の陳情が飯田市議会で採択された。
1990年（平成2年）に建設促進委員会が発足し、目録作成等が進められてきた。建設促進委員会や飯田市教育委員会、小笠原家で協議が進められ、設計は母が小笠原家の子孫、というゆかりがある妹島和世らによる建築ユニットSANAAに決定した。

1998年（平成10年）4月から建築が進められ、1999年（平成11年）10月2日に開館した。

## 主な展示資料
- 伊豆木小笠原家の出自と系譜 - 小笠原家の系図をはじめ、刀、道中羽織、弓矢など
- 小笠原流を伝える解説文など
- 伊豆木での生活と領民との関わりに使用した日用品など

## 建物の特徴
書院から後退距離をとりつつ建物を山際に細長く配置し、柱で地面から分離して浮かばせた。それにより山で囲まれた城郭の遺構を示すのと同時に湿度が高い地面から離れた良好な展示・収蔵環境を生み出している。
エントランスホールより、後ろの山と建物の間のスロープを通り、山を楽しみながらエントランスホールに向かうと、目の前に書院のこけら葺きの屋根があらわれる。休憩スペースから里を望むことができる。

## 利用案内
- 公開時間 - 3月1日-11月30日：午前9時から午後5時まで、12月1日-翌年2月末日：午前9時から午後4時まで
- 休館日 - 毎週月曜日と国民の祝日の翌日および年末年始
- 観覧料 - 一般（高校生以上）300円（200円）/小中学生150円（100円） ※（ ）内は20人以上の団体料金
- 駐車場 - あり 491号線沿い（JAみなみ信州三穂近く）にある駐車場が利用可能[10]。

## アクセス
- JR飯田線天竜峡駅から車で10分
- 中央自動車道飯田ICから車で20分、三遠南信自動車道天龍峡ICから車で10分